# Royaumes môns

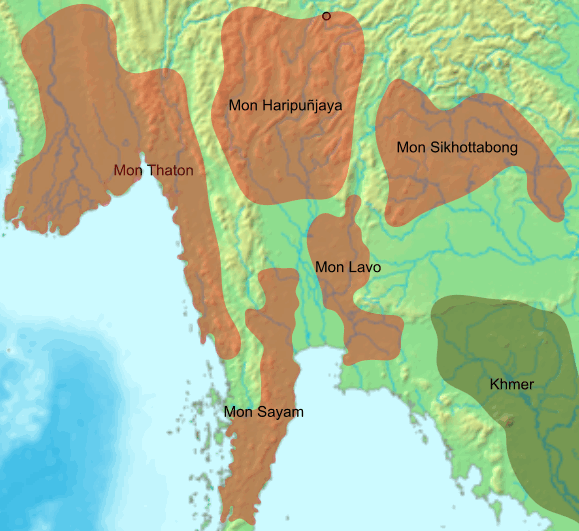
Carte des royaumes Môns aux.

Depuis leur arrivée dans le sud de la Thaïlande, puis de la Birmanie, les Môns ont formé plusieurs royaumes successifs.

## Royaumes Môns anciens

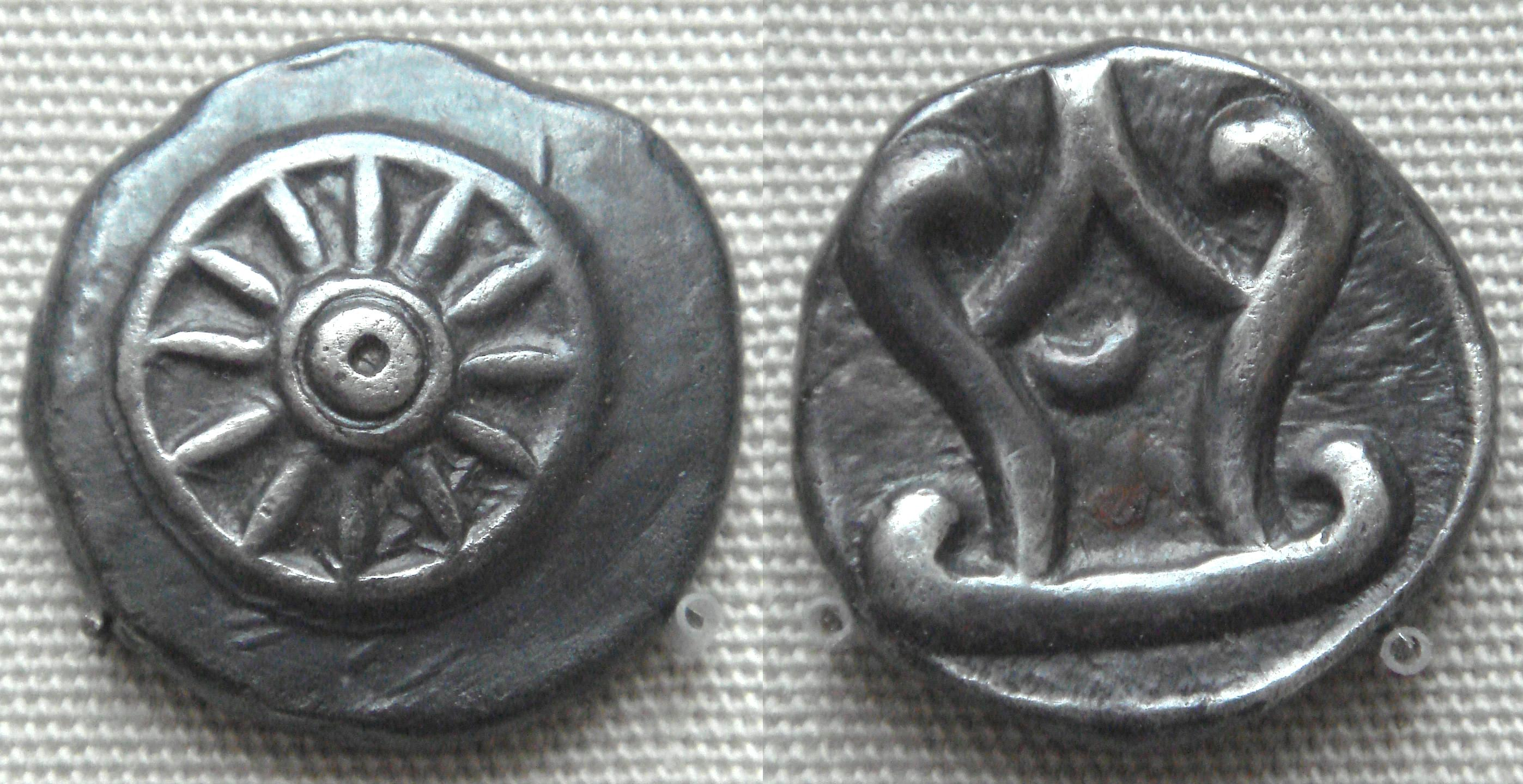
Monnaie mône en argent du VIIIe siècle au motif du Dharmacakra (avers) et du Shrivatsa (revers).

À partir du VIe siècle de notre ère, l'affaiblissement du royaume du Fou-nan, qui occupait le sud de la péninsule indochinoise, permit aux Môns d'établir un certain nombre de cités-états au sein de la culture de Dvâravatî (centre de la Thaïlande et sud de la Birmanie). Ces états n'ont probablement jamais été unifiés, même si certaines villes ont pu, selon les périodes, exercer la prééminence. 
À partir de 1057, les Môns occidentaux tombèrent sous la domination des birmans du royaume de Pagan (Premier Empire birman). En dépit de quelques rébellions, celle-ci ne se relâcha pas avant deux siècles.
En Thaïlande, les Môns devinrent vassaux de l'Empire khmer (royaume de Lavo) ou réussirent à maintenir leur indépendance jusqu'en 1292 (Haripunchai).

## Royaume de Ramanadesa
Les Môns mirent à profit la chute du royaume de Pagan devant les mongols en 1287 pour reprendre leur indépendance. Ils constituèrent entre 1369 et 1539 le royaume de Ramanadesa, dont la capitale était Hanthawaddy (Pégou) : Hamsawaddy ou Hanthawaddy signifie le « royaume de l’oie ».
Le nouvel état fondé par le prince Wareru en 1287 eut d'abord Martaban (l’actuelle Mottoma) pour capitale. En 1368, un de ses successeurs, Byinnya-U, transféra le siège du pouvoir à Hanthawaddy/Pégou, inaugurant l'âge d'or de la ville.
Durant le règne du roi Rajadhirat (1383-1421), Pégou fut en guerre continuelle avec le royaume d'Ava, son double birman en Haute-Birmanie (1364-1527). Mais dans les années qui suivirent, les deux états parvinrent à un statu quo qui allait leur apporter une commune prospérité.
Après un règne pacifique, la reine Baña Thau (en birman Shin Saw Bu, 1453-1472) choisit le moine bouddhiste Dhammazedi pour lui succéder (1472- 1492). Sous ce dernier, le royaume devint un grand centre de commerce et de bouddhisme theravâda.
La chute du royaume d'Ava devant les Shans en 1527, provoquant une rupture de l'équilibre des pouvoirs en Birmanie, entraîna celle du royaume de Pégou. 
À partir de 1535, le roi birman Tabinshwehti, de la nouvelle dynastie Taungû, lança plusieurs expéditions contre Pégou. Il prit la ville en 1538 et y transféra sa capitale l'année suivante. Les môns de sa cour l'assassinèrent en 1550, mais en vain : Dès 1552, son successeur Bayinnaung avait repris Martaban et Pégou, mettant définitivement fin à l'indépendance mône.

## XVIIIesiècle
Juste retour de l'histoire, c'est une rébellion mône lancée en 1740 avec le soutien des français qui provoqua la chute de la dynastie Taungû, en s'emparant d'Ava (devenue sa capitale) en 1752.
Cette renaissance mône fut brève : un chef de village birman du nom d'Alaungpaya réussit à reprendre Ava l'année suivante. Les môns subirent ensuite une grave défaite à Kyaukmyaung (1754) et virent Alaungpaya s'emparer successivement de Rangoon (1755), puis Thanlyin (1556), et enfin de Pégou elle-même en 1757. En dépit de l'assistance française, la ville dut capituler.
Les môns se révoltèrent dans l'année, mais Alaungpaya mata rapidement leur insurrection et les intégra au Troisième Empire birman (dynastie Konbaung).